# Sagittarius A*
Sagittarius A* (zvaný „A-star“, standardní zkratka Sgr A*) je velmi velký, silně zářící a kompaktní zdroj rádiového záření nacházející se ve středu galaxie Mléčná dráha. V roce 2018 bylo prokázáno, že jde o černou díru.  12. května 2022 pak byl uveřejněn snímek okolí této černé díry pořízený v rámci projektu Event Horizon Telescope.
Sagittarius A* je součástí většího uskupení podobných těles, které nese název Sagittarius A.

## Historie
Dne 16. října 2002 zveřejnil mezinárodní tým z Institutu Maxe Plancka pro mimozemskou fyziku (Max-Planck-Institut für extraterrestrische Physik) vedený Rainerem Schödelem výsledky svých pozorování, během kterých po dobu deseti let sledoval pohyb hvězdy S2, která se nachází v blízkosti Sgr A*. Tým R. Schödela dospěl k závěru, že se jedná o vysoce masívní kompaktní objekt. Po průzkumu oběžné dráhy hvězdy S2 byla určena hmotnost Sgr A* na 2,6 ± 0,2 milionů hmotností Slunce a poloměr oblasti, ve které se soustava nachází, neměl být větší než 120 AU. Pozdější průzkumy upřesnily hmotnost objektu na 3,7 milionů hmotností Slunce s poloměrem přibližně 45 AU (6,7578 miliard kilometrů). Pro porovnání, trpasličí planeta Pluto obíhá naše Slunce ve vzdálenosti 39,68 AU, což je 5,9533 miliard kilometrů. Tato zjištění tedy podporují hypotézu, podle které je Sagittarius A* obří černou dírou. Je sice možné přiřknout zjištěnou hmotnost běžným objektům, které by se v daném prostoru mohly nacházet, avšak žádné takové objekty o takové hmotnosti by v rámci tak „malé“ oblasti nemohly odolávat kolapsu svých vzájemných orbitů a následnému neodvratitelnému „pádu“ do černé díry déle než několik stovek let, což je naprosto zanedbatelná doba ve vztahu k délce „života“ galaxie.

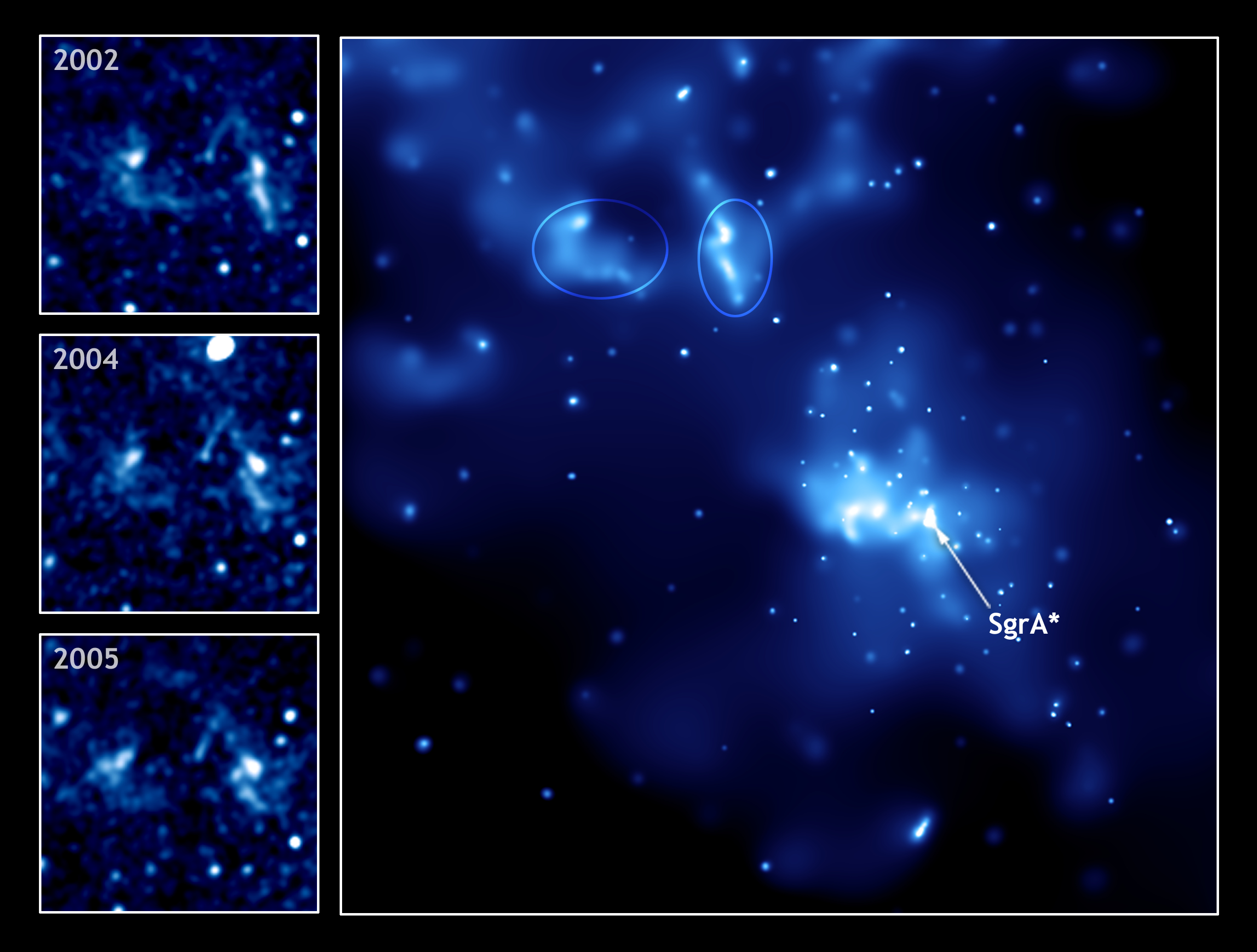
Sgr A* (uprostřed) a dvě světelné ozvěny z nedávného výbuchu (v oválu)

Několik týmů vědců, mimo jiné i z National Radio Astronomy Observatory nebo také Shanghai Astronomical Observatory, se snažilo zobrazit Sgr A* pomocí radioastronomické metody Very Long Baseline Interferometry. Získané snímky byly shodné s rádiovými emisemi způsobenými gigantickými výtrysky plazmatu z jiných černých děr.
V listopadu 2004 vydal tým vědců zprávu, že došlo k objevu první, velmi dobře prokazatelné černé díry střední velikosti v naší galaxii, která obíhá ve vzdálenosti tří světelných let od Sagittaria A*. Tato černá díra má hmotnost 1300 hmotností Slunce a „vleče“ s sebou shluk sedmi hvězd, což je pravděpodobně zbytek obřího shluku hvězd, který byl rozmetán slapovými silami galaktického středu. Toto zjištění by mohlo podporovat teorii, že gigantické černé díry mohou „růst“ poté, co absorbují menší černé díry nebo hvězdy.
V srpnu 2008 tým Andrey Ghezové z UCLA zveřejnil výsledky měření pohybu hvězd v okolí Sagittaria A*. Změřena byla především hmotnost objektu – nejméně 4,1 milionu hmotností Slunce s nepřesností měření 15 %. Při předpokladu, že se sám Sagittarius A* vůči galaxii nepohybuje, hmotnost je 4,5 milionu hmotností Slunce s nepřesností 9 %. Dalším výsledkem měření bylo zpřesnění vzdálenosti Sagittaria A* od Slunce na 27 400 světelných let s odchylkou necelých 5 %.
V září 2008 tým Sheperda Doelemana z MIT zveřejnil výsledky výzkumu Sagittaria A* pomocí interferometru. Ten umožnil objekt sledovat s velkým rozlišením. Sagittarius A* je maximálně 50 milionů km velký, přičemž Schwarzschildův poloměr předpokládané černé díry by měl být 13 milionů km.